# 首尔南部看守所
首尔南部看守所（韩语：／）是大韩民国首爾特别市九老區的一所监狱，由首尔地方矫正厅管辖，原名永登浦看守所。
首尔南部看守所成立于1969年，当时名为永登浦看守所（韩语：／）。2011年更名为首尔南部看守所。
2017年4月6日上午，韩国检方为了方便调查朴槿惠，将崔顺实自首尔看守所转移至首尔南部看守所。两人原本都关押在首尔看守所的女监，由于该看守所的女监规模不大，有人指出两人可能会见面进而合谋串供。同案嫌疑人青瓦台秘书郑虎成、安钟范也在首尔南部看守所收押。